# Tarphius barbarae
Tarphius barbarae es una especie de coleóptero de la familia Zopheridae.

## Distribución geográfica
Habita en las  islas Canarias (España).